# Сибірська говірка
Сибі́рська гові́рка — говірка, яка з'явилася у XIX столітті на основі російської мови за участю тюркських запозичень. Сьогодні вже не існує[джерело?].

## Дослідження XIX століття
У 1873 році в Росії у виданні «Известия Сибирского отделения Российского газетного общества (РГО)» були надруковані дослідження П. А. Ровінського під назвою «Зауваження та словник сибірського наріччя» («Замечания и словарь сибирского наречия»). Про сибірську старожитню говірку зазначаеться наступне: «Сибірська говірка походить з північно-російської, але два століття відчуженості, зовсім інші природні умови життя та інші історичні обставини дали їй оригінальний напрямок. Говірка Сибіру має особливу фонетику, набір своєрідних граматичних форм. Словник налічує понад 3000 місцевих слів, які невідомі в загальній російській мові».

## Сьогодення
Сьогодні говір вже вмер[джерело?], ним ніхто не користується[джерело?], у 2002 році новосибірськими лінгвістами був виданий тлумачний словник, де роз'яснюються слова, які з'явилися на теренах Сибіру.